# Lijst van rijksmonumenten in Middelburg/Rouaansekaai
De stad Middelburg telt 24 inschrijvingen in het rijksmonumentregister gelegen aan of bij de Rouaansekaai. Hieronder een overzicht.
| Object                                                                                         | Oorspronkelijke functie? | Bouwjaar | Architect   | Locatie         | Coördinaten?                  | Nr.?  | Afbeelding        |
| ---------------------------------------------------------------------------------------------- | ------------------------ | -------- | ----------- | --------------- | ----------------------------- | ----- | ----------------- |
| Huis met rechte gevel aan de straat                                                            | Gebouw                   |          |             | Rouaansekaai 1  | 51° 29' 56" NB, 3° 37' 7" OL  | 29427 | Meer afbeeldingen |
| Huis met gecementeerde ingezwenkte lijstgevel                                                  | Gebouw                   |          |             | Rouaansekaai 3  | 51° 29' 56" NB, 3° 37' 7" OL  | 29428 | Meer afbeeldingen |
| Huis met aan de hoeken afgeschuinde lijstgevel                                                 | Woonhuis                 |          |             | Rouaansekaai 5  | 51° 29' 56" NB, 3° 37' 8" OL  | 29429 | Meer afbeeldingen |
| Huis met rechte gevel en schilddak aan de straat                                               | Woonhuis                 |          |             | Rouaansekaai 9  | 51° 29' 56" NB, 3° 37' 8" OL  | 29430 | Meer afbeeldingen |
| Huis genaamd 'Den vogel struys'                                                                | Woonhuis                 | 18e eeuw |             | Rouaansekaai 11 | 51° 29' 57" NB, 3° 37' 8" OL  | 29431 | Meer afbeeldingen |
| Huis genaamd s-hertogenbosch'                                                                  | Woonhuis                 |          |             | Rouaansekaai 13 | 51° 29' 57" NB, 3° 37' 8" OL  | 29432 | Meer afbeeldingen |
| Huis genaamd 'Bordeaux oxhooft'                                                                | Woonhuis                 |          |             | Rouaansekaai 15 | 51° 29' 57" NB, 3° 37' 9" OL  | 29433 | Meer afbeeldingen |
| Sint Pieter                                                                                    | Woonhuis                 |          |             | Rouaansekaai 17 | 51° 29' 57" NB, 3° 37' 9" OL  | 29434 | Meer afbeeldingen |
| Huis genaamd 'Norenburch'                                                                      | Woonhuis                 | 18e eeuw |             | Rouaansekaai 19 | 51° 29' 57" NB, 3° 37' 9" OL  | 29435 | Meer afbeeldingen |
| Huis met lijstgevel op hardstenen plint met zwarte banden                                      | Woonhuis                 |          |             | Rouaansekaai 21 | 51° 29' 57" NB, 3° 37' 9" OL  | 29436 | Meer afbeeldingen |
| Huis met rechte gevel op plint van hardsteen met zwarte banden                                 | Woonhuis                 |          |             | Rouaansekaai 23 | 51° 29' 57" NB, 3° 37' 9" OL  | 29437 | Meer afbeeldingen |
| Huis met lijstgevel, benedenstuk met gebosseerde bepleistering                                 | Woonhuis                 |          |             | Rouaansekaai 25 | 51° 29' 58" NB, 3° 37' 10" OL | 29438 | Meer afbeeldingen |
| Huis genaamd 'De oranjestam'                                                                   | Woonhuis                 |          |             | Rouaansekaai 27 | 51° 29' 58" NB, 3° 37' 10" OL | 29439 | Meer afbeeldingen |
| Huis met geverfde gevel op natuurstenen plint aan de top afgesloten door lijst met hoekvoluten | Woonhuis                 |          |             | Rouaansekaai 29 | 51° 29' 58" NB, 3° 37' 10" OL | 29440 | Meer afbeeldingen |
| Huis met rechte bakstenen gevel op hardstenen plint                                            | Woonhuis                 |          |             | Rouaansekaai 31 | 51° 29' 58" NB, 3° 37' 10" OL | 29441 | Meer afbeeldingen |
| Huis met klokgevel, metselwerk middengedeelte                                                  | Woonhuis                 |          |             | Rouaansekaai 33 | 51° 29' 58" NB, 3° 37' 11" OL | 29442 | Meer afbeeldingen |
| Huis genaamd 'Het witte hardt'                                                                 | Woonhuis                 |          |             | Rouaansekaai 35 | 51° 29' 58" NB, 3° 37' 11" OL | 29443 | Meer afbeeldingen |
| Huis genaamd 'De engel gabriel'                                                                | Woonhuis                 |          |             | Rouaansekaai 37 | 51° 29' 58" NB, 3° 37' 11" OL | 29444 | Meer afbeeldingen |
| Huis met rechte gevel op plint van hardsteen met zwarte banden                                 | Woonhuis                 |          |             | Rouaansekaai 39 | 51° 29' 59" NB, 3° 37' 11" OL | 29445 | Meer afbeeldingen |
| Huis genaamd 'De vogel fenix'                                                                  | Woonhuis                 |          |             | Rouaansekaai 41 | 51° 29' 59" NB, 3° 37' 11" OL | 29446 | Meer afbeeldingen |
| Huis met brede lijstgevel en schilddak aan de straat                                           | Woonhuis                 |          |             | Rouaansekaai 43 | 51° 29' 59" NB, 3° 37' 12" OL | 29447 | Meer afbeeldingen |
| Huis met lijstgevel op in blokken gepleisterde plint                                           | Woonhuis                 |          |             | Rouaansekaai 45 | 51° 29' 59" NB, 3° 37' 12" OL | 29448 | Meer afbeeldingen |
| Engelenburg                                                                                    | Woonhuis                 |          |             | Rouaansekaai 47 | 51° 29' 59" NB, 3° 37' 12" OL | 29449 | Meer afbeeldingen |
| Monument voor de Nieuwe Haven                                                                  | Gedenkteken              | 1817     | J.P. Bourjé | Rouaansekaai    | 51° 30' 2" NB, 3° 37' 19" OL  | 29723 | Meer afbeeldingen |